# Fruela I
Fruela I (ur. 722; zm. 14 stycznia 768 w Cangas de Onís), zwany Okrutnym – król Asturii od 757 do śmierci w 768 roku. Był najstarszym synem Alfonsa I i dziedziczki Asturii Hermesindy. Był kontynuatorem dzieła ojca w walce z Maurami, których pokonał w bitwie pod Pontuvio.
Stłumił powstanie Basków, od których uprowadził szlachciankę o imieniu Munia (lub Munina), którą później poślubił. Munia urodziła mu syna Alfonsa, późniejszego króla, oraz córkę Jimenę, przypuszczalną matkę legendarnego bohatera romansu, Bernardo del Carpio.
W czasie panowania Frueli, 25 listopada 761 roku, zostało założone miasto Oviedo, kiedy opat Máximo i jego wuj Fromestano wznieśli tam kościół na cześć Wincentego z Saragossy. Podczas swoich rządów Fruela utrzymywał dobre relacje z Kościołem, kontynuując w ten sposób politykę swego ojca, Alfonsa Katolickiego.
Fruela nie zakończył swych rządów szczęśliwie. Po zleceniu zabójstwa swego brata Vimerano (stąd jego przydomek "Okrutny") i wybuchu niepokojów wśród szlachty, ogłosił następcą swego kuzyna Bermudo. Ostatecznie, po zawiązaniu się spisku przeciwko Frueli, który zakończył się jego zamordowaniem w Cangas de Onís, następcą Frueli i królem Asturii został brat Bermuda – Aurelio.
Ciała Frueli oraz jego żony Munii zostały złożone we wspólnym grobowcu w katedrze w Oviedo.